# Model statku w butelce

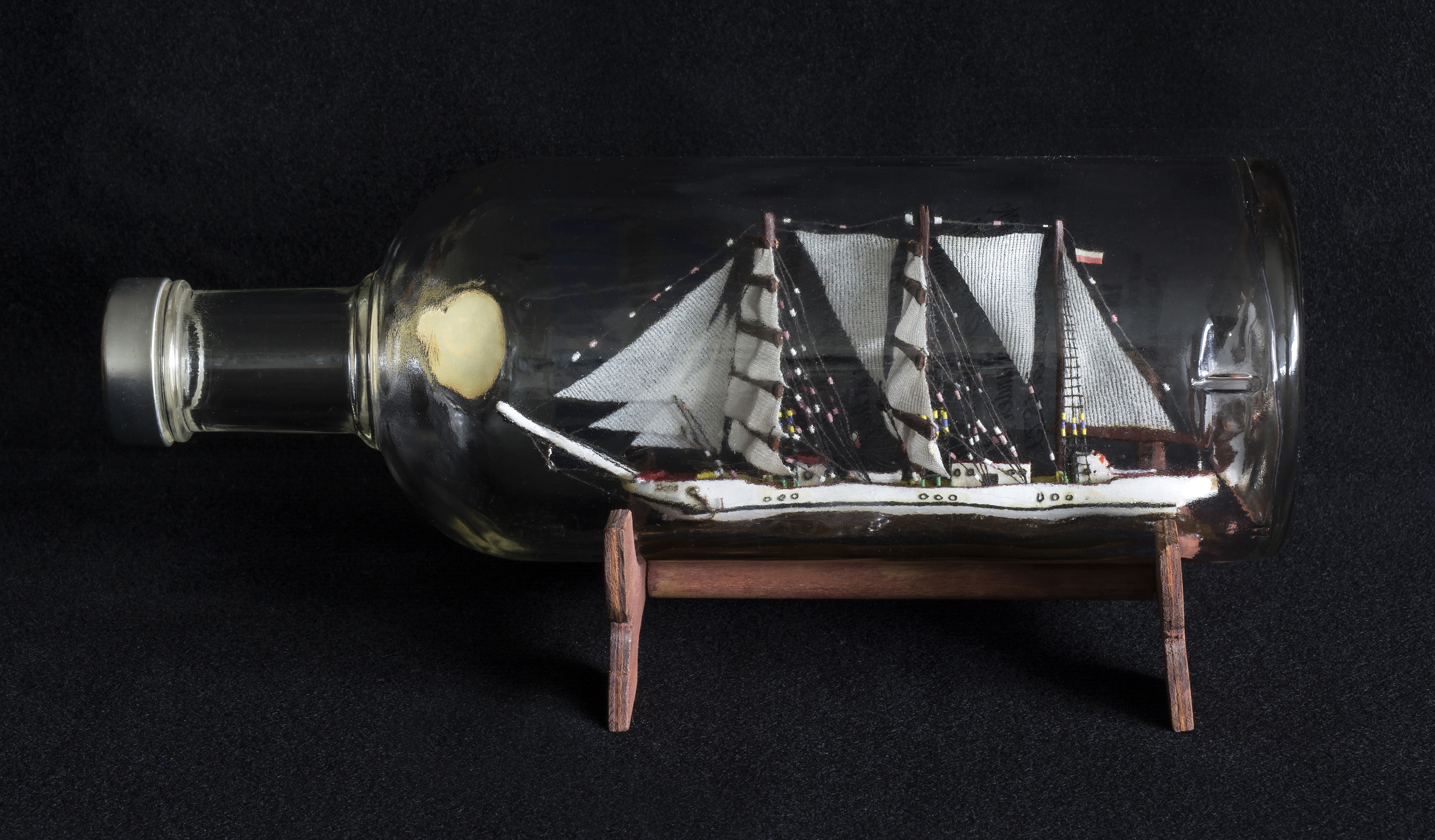
Statek w butelce

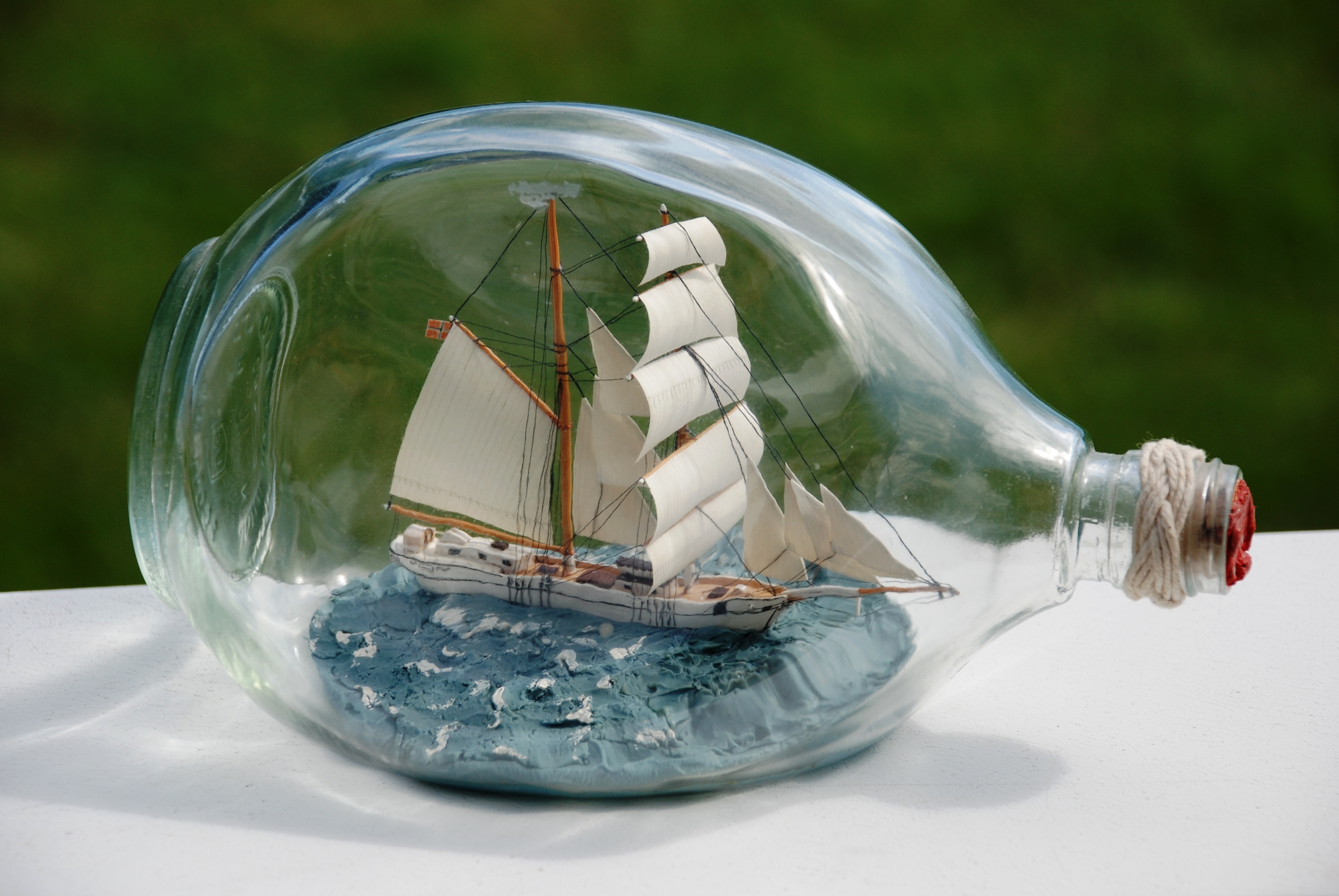

Model statku w butelce, rafandynka – model żaglowca zamknięty w butelce lub w żarówce.
Nazwa rafandynka pochodzi od imienia Rafała Rykowskiego - prowadzącego teleturniej pt. Piraci, emitowany przez TVP w latach 90. XX wieku. Modele żaglowców w butelkach to tradycyjny folklor regionów nadmorskich, rzemiosło marynistyczne. Pierwsze udokumentowane modele pochodzą z połowy XVIII stulecia. Muzeum w Lubece posiada w swoich zbiorach model z 1784 roku wykonany przez Włocha Gioni Biondo. Finezja wykonania świadczy o wysokim kunszcie rzemiosła i wieloletnim doświadczeniu. Dawne modele przetrwały jako wota w północno-zachodnich regionach Europy. Wykonywane były przez marynarzy podczas długich rejsów, zwykle w okresie bezwietrznej pogody, tzw. „sztilu”. Rozkwit rzemiosła przypada na wiek XIX i pierwsze dekady XX wieku i nie ogranicza się jedynie do tradycji morskiej. W wieku XVII w regionach dzisiejszej Austrii i Węgier powstawały scenki z życia górników (tzw. „Geduldflasche”), natomiast region Neapolu zasłynął scenami betlejemskimi (Presepio in Bottiglia).